# 김성현 (1993년)
김성현(한국 한자: 金晟賢, 1993년 6월 4일 ~ )은 대한민국의 전 축구 선수이며, 포지션은 수비수였다.